# Ectasiocnemis contorta
Ectasiocnemis contorta là một loài bọ cánh cứng trong họ Scraptiidae. Loài này được Batten miêu tả khoa học năm 1983.